# كل واهرب
يعتبر تناول مصطلح «كُل واهرب»  شكلاً من أشكال السرقة عن طريق الاحتيال، حيث يقوم أحد المستفيدين بطلب واستهلاك الطعام والمشروبات من مطعم أو مؤسسة مماثلة بقصد عدم الدفع. قد ينطوي الفعل على قيام  الزبون بمغادرة المطعم بعد الأكل متهربًا من الدفع، أو بتناول الطعام ثم القول بأنه ليس لديه أي أموال وهذه الحالة الأقل شيوعًا.

## الجوانب القانونية
في القانون الإنجليزي، يقع «كل واهرب» تحت طائلة التهرب من الدفع في عام 1978 ؛ حيث لاحقًا تم نسخ القانون في أيرلندا الشمالية وجمهورية أيرلندا.  أما في معظم الظروف والهيئات القانونية الخاصة بالولايات المتحدة الأمريكية، لا يُعد التهرب من دفع الفاتورة عند استحقاقها جريمة بل يعَد صاحِبُها مديونًا أو واقعًا تحت دين لهذه المؤسسة أو الشركة؛ فيعد الفعل مدنيًا بطبيعته وليس جنائيًا. ومع ذلك، غالبًا ما تكون هناك قوانين تنطبق تحديدًا على المطاعم والفنادق وغيرها، حيث يكون الافتراض هو عدم نية العميل على الإطلاق في دفع فاتورته وبالتالي حصل على الخدمات في هذه الأماكن تحت ذرائع كاذبة، والذي يعد بدوره شكلاً من أشكال الاحتيال الجنائي. في بعض الدول، لا يُنظر إلى تناول الطعام والتهرب من دفع الفاتورة كقضية جنائية. فعلى سبيل المثال، يعتبر في ولاية كاليفورنيا هذا الفعل سرقة بسيطة بينما  يعد في ولاية ميسيسيبي جريمة جناية عند رفض دفع فاتورة تبلغ قيمتها أكثر من 25.00 دولار.
في كثير من الأحيان، قد تجعل المؤسسة موظفيها يدفعون تكلفة سرقة الطعام  لكي تحفزهم على مراقبة عملائهم. وبالتالي، يقومون بتغطية ثمن الطعام من خلال أجورهم أو البقشيش أو ضمنيًا عن طريق نظام تسوية نهاية الخدمة حيث من المتوقع أن يوفر الموظف ما يكفي من الأموال النقدية وإيصالات بطاقة الائتمان لتغطية تكاليف وجبات عملائهم بينما يحتفظ بالفائض كبقشيش. وفي هذه الحالة، يعد ما يقوم به هؤلاء أرباب المطاعم شكل غير قانوني من أشكال سرقة الأجور، أما في حالة كون رب العمل مسؤولاً عن الحسابات التي لم يتم دفعها، فإنه من الواجب عليه أن يدفع للموظف أجوره المستحقة.

## الوقاية
تواجه بعض المطاعم والمقاهي عددًا كبيرًا من الحوادث التي تنطوي على عدم دفع الفاتورة أو التي تعرف بمشكلات :كل واهرب" والتي تؤثر بدورها على الأرباح اليومية.و للتغلب على تلك الظاهرة، يضطر الأشخاص إلى الدفع قبل تقديم الوجبة أو دفع عربون.